# Australian Stock Horse

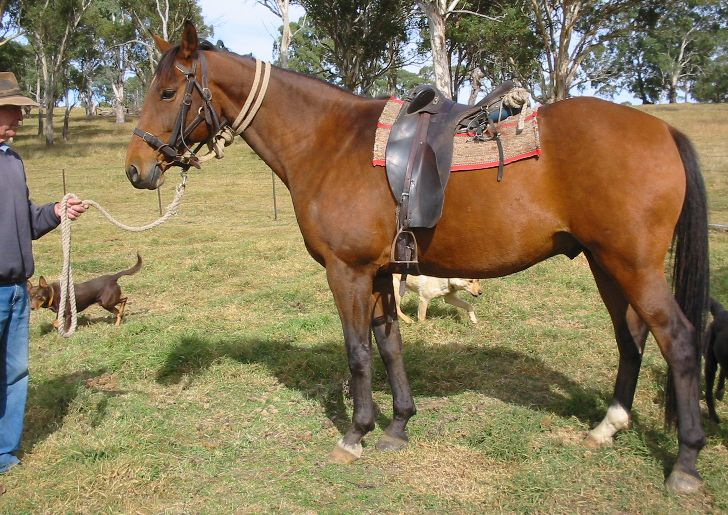
Koń rasy Australian Stock Horse

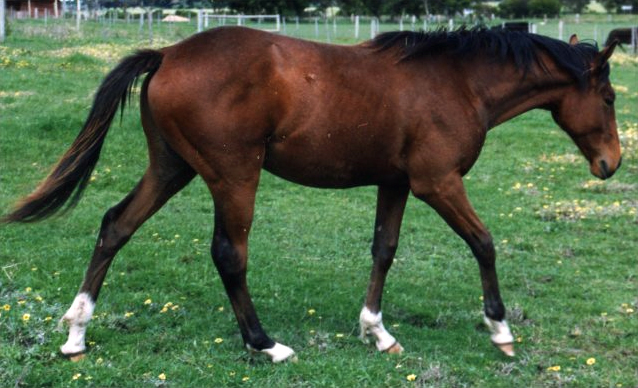
3-letni Australian Stock Horse

Australian Stock Horse – jedna z gorącokrwistych ras koni. Są to średniej wielkości konie robocze australijskich hodowców bydła, odznaczające się odpornością. Rasa jest mało ujednolicona. 
Znanym koniem tej rasy był Regal Realm, na którym amazonka Lucinda Green zdobyła mistrzostwo świata w dyscyplinie WKKW.

## Historia rasy
Jest to potomek walera z Nowej Południowej Walii z domieszką krwi koni południowoafrykańskich, chillijskich, koni pełnej krwi angielskiej oraz czystej krwi arabskiej. Konie te służyły jako konie kawaleryjskie oraz ranczerskie, wszechstronnie użytkowe. Wygląd i budowa koni w ramach rasy były zróżnicowane; rozróżniano odmianę lekką i ciężką.

## Pokrój
Głowa średniej wielkości, szyja krótka i mocna, kłąb mało wydatny. Szerokie i dobrze ułożone łopatki, kończyny suche, kopyta świetnej jakości. Maść najczęściej gniada lub kasztanowata. Wysokość w kłębie: 145-160 cm. Chody płaskie i pewne, bardzo duża zwrotność.

## Hodowla
Od początku XX wieku  rasę krzyżowano z końmi pełnej krwi, Quarter Horse, a nawet perszeronami. Hodowla jest nadzorowana przez Australian Stock Horse Society i odbywa się w kierunku uzyskania konia bardziej zbliżonego do konia pełnej krwi czy Quarter Horse.